# کوآتی کوهی غربی
کوآتی کوهی غربی (نام علمی: Nasuella olivacea) نام یک گونه از سرده بینی‌خرسک‌ها است.